# 도요토미 히데요시
도요토미 히데요시(일본어: 豊臣秀吉, 덴분 6년 음력 2월 6일 (1537년 3월 17일) ~ 게이초 3년 음력 8월 18일(1598년 9월 18일))는 센고쿠 시대부터 아즈치모모야마 시대에 활약했던 무장, 다이묘이다. 오다 노부나가, 도쿠가와 이에야스와 함께 전국 3영걸로 불린다. 또한 임진왜란을 일으킨 장본인이기도 하다.
그는 도요토미(豊臣)성을 하사받기 이전에 하시바(羽柴)성을 사용했다. 그 자신의 가신(家臣) 가토 기요마사의 어머니인 이토(伊藤)는 히데요시의 6촌 여동생이다.

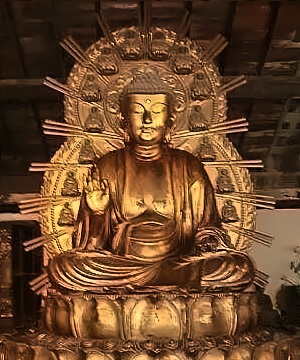
교토 대불의 복제품(히데요시가 힘을 과시하기 위해 세운 교토의 대불)

## 개요
도요토미는 오와리국 아이치군 나카무라(中村)에서 빈농 아들로 태어났다. 오다 노부나가를 섬겼으며 오다 가문 안에서 점차 두각을 나타내기 시작했다. 노부나가가 혼노지의 변으로 죽자 주고쿠에서 대군을 이끌고 교토로 돌아와 야마자키 전투에서 역신 아케치 미쓰히데를 격파하고, 노부나가를 대신해 그의 사업을 계승하였다. 그 후, 오사카성을 쌓았으며 관백(関白), 태정대신(太政大臣)에 임명되었다.
또, 조정으로부터 도요토미성을 하사받아 일본을 통일하는데 이바지하였다. 태합검지(太閤検地)와 가타나가리(刀狩)라는 정책을 펴 일본 국내를 안정시켰지만, 임진왜란을 일으키는 과오도 범했다. 임진왜란 중 조카인 관백 도요토미 히데쓰구를 죽여 후계를 아들 히데요리에게 주었지만, 얼마 안 있어 죽음을 맞이한다. 이후 히데요리의 보좌는 도쿠가와 이에야스를 필두로 한 고다이로에게 위임하였다.

## 생애

### 출신
태합소성기에 의하면 오와리국 아이치군 나카무라(지금의 일본 나고야시 나카무라구)의 농민 출신이라고 알려진 아버지 기노시타 야에몬과 어머니 나카(なか) 사이에서 태어났다. 생년에 관해서는 덴분 5년(1536년)이라고 전해져 오지만, 최근 덴분 6년(1537년)이라는 설이 유력하다. 아버지 야에몬의 성씨에 관해서는 여러 설이 있다. 출생일은 음력 1월 1일이며 아명은 히요시마루(日吉丸)라고 하지만, 이는《회본태합기(絵本太閤記)》의 창작으로 실제 태어난 날은《천정기(天正記)》와 가신 이토 히데모리(伊藤秀盛)가 기재한 덴분 6년(1537년) 음력 2월 6일생으로 보고 있다.
널리 유포된 설로는 아버지 기노시타 야에몬이 전사한 후, 어머니 나카는 지쿠아미(竹阿弥)와 재혼하였지만, 양아버지 지쿠아미와 히데요시의 관계는 험악하여 언제나 학대를 받았다고 한다. 이에 히데요시는 집을 뛰쳐나와 무사가 되기로 결심하고 스루가국으로 향했다고 한다. 태합소성기(太閤素性記)에 따르면 7세 때, 아버지 야에몬과 결별하고 8세에 고메이지(光明寺)에 가 불문에 입적하지만, 곧 뛰쳐나왔고, 15세에 망부의 유산 일부를 가지고 집을 나와 방랑했다고 한다. 그러나 《태합기》에서는 지쿠아미를 히데요시의 실제 아버지로 보고, 기노시타(木下)라는 성도 아버지로부터 받은 성이 아니라는 의혹과 내연녀 네네(ねね)의 어머니쪽 성이라는 투로 적고 있다. 히데요시의 출신에 관해서는 문학박사 겸 역사학자 오와다 데쓰오(小和田哲男)는 목수나 대장장이 등의 기술자 집단 출신설을 채택하였고, 역사학자 이시이 스스무(石井進)는 행상인 설 등 비농업종사자 설을 채택했다. 또, 일본가문연구회(日本家紋研究会)의 다카자와 히토시(高澤等)는 히데요시 일족이 사용한 택사문(沢瀉紋)과 히데요시의 통칭 도키치로(藤吉郎), 또, 누나 닛슈(日秀), 아사히(朝日)의 남편의 출신 및 미즈노씨(水野氏) 설이 있는 계부 지쿠아미 등을 포함해 히데요시 자신도 미즈노씨 출신이지 않느냐는 설을 역사독본(歴史読本)에 투고하였지만, 현 시점에서는 의혹 대부분이 불분명하다고 말할 수 있다. 출신성분이나 그의 과거 생활상, 생년월일 등은 그가 천출임을 의식하여 당대에나 후대에 왜곡, 미화, 윤색되어 기록된 경우가 종종 있다는 의심을 받고 있다. 확실한 것은 미화에도 매우 낮은 한계가 있을 정도로 신분이 굉장히 천했기 때문에 나중에 일본을 지배하게 되었을 때 쇼군에 취임하지 못했으며 그 대신 태합을 칭할 수밖에 없었다. 또한 그의 비천한 신분과 인생은 여러 의미로 다이묘나 사무라이 혹은 평민 경쟁자들까지 도요토미 히데요시를 내심 매우 무시하게 만들었다. 일본 문화에서 성공하기 전 히데요시는 속은 검지만 천한 출신 때문에 심하면 일반 평민들에게도 굽신거리는 이미지로 등장하기도 하며 역사적인 히데요시도 더 나은 신분과 인생을 얻을 때마다 성과 이름은 당연하고 태도도 점점 거만하게 변했다. 심지어 이 서술 이후에 나온 노부나가를 죽인 남자~일륜의 데마르카시온~에서도 놀라울 정도로 전통적 이미지와 비슷하게 묘사된다.

### 이마가와 가신
처음 기노시타 도키치로(木下藤吉郎)로 이름을 올려 이마가와 가문의 가신 가문인 이노 가문이 지배하는 도토미국 나가카미군 즈다지 장원(현 일본 하마마쓰시 미나미구 즈다지정)의 즈다지성(頭陀寺城) 성주 마쓰시다 유키쓰나(松下之綱)를 섬겨 이마가와씨(今川氏)의 가신이 되었다. 도키치로는 어느 정도 성과를 냈지만, 곧 가신의 자리에서 물러났다.
그 후, 마쓰시다 유키쓰나는 다케다씨에 의한 스루가 침공(駿河侵攻)으로 이마가와씨가 몰락하여 도쿠가와 이에야스를 섬겼으며, 덴쇼 11년(1583년) 히데요시에게 단바국과 가와치국의 1,600석을 받았다. 덴쇼 18년(1590년)에는 오다와라 정벌의 공으로 도토미국 구노성 16,000석을 받았다.

### 오다 가신

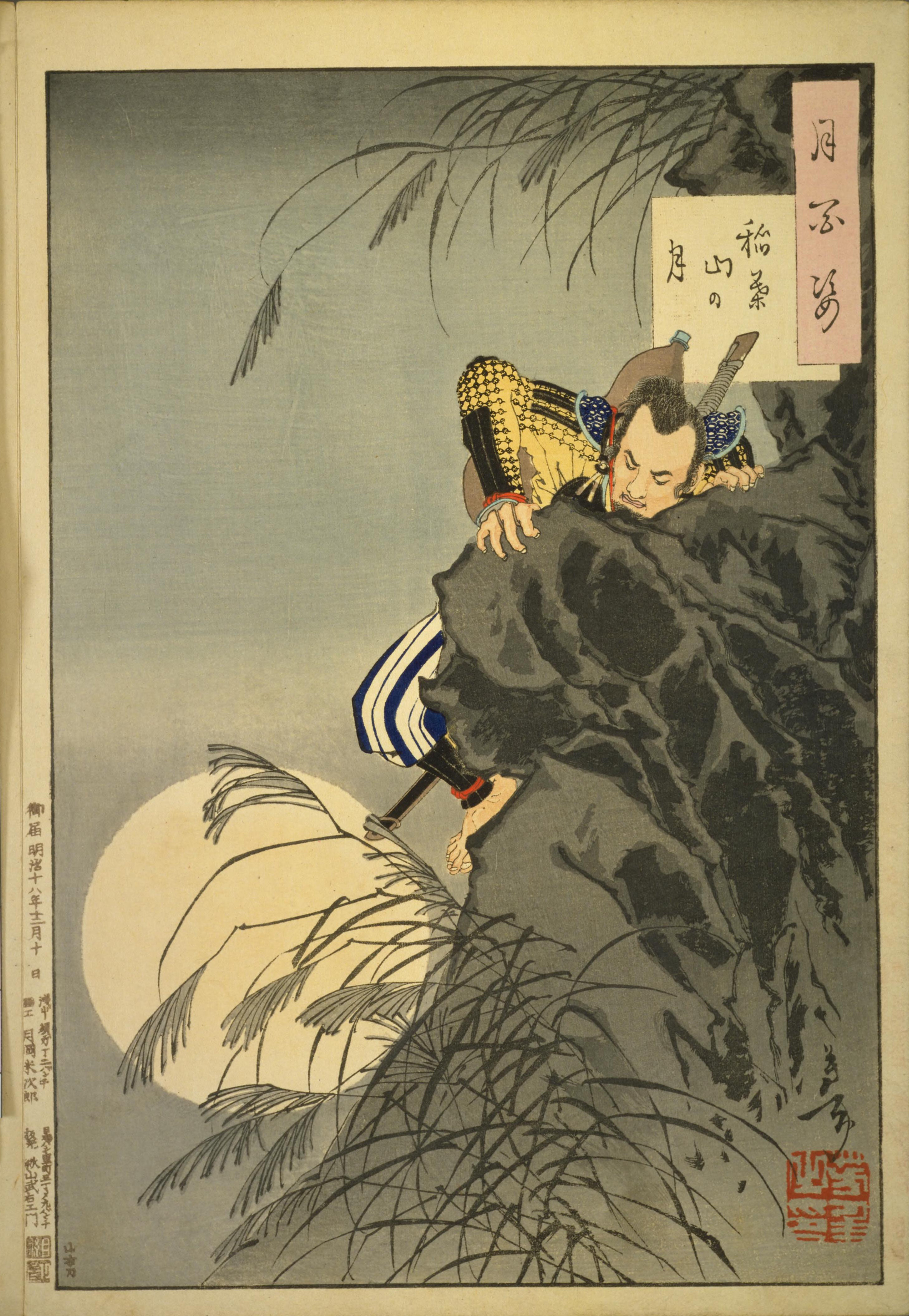
이나바산을 오르는 히데요시
쓰키오카 요시토시作《月百姿》중 7번째 이나바 산과 달

덴분 23년(1554년) 무렵 오다 노부나가의 고모노(小者) 로서 일한다. 기록에 보면 그는 노부나가의 눈에 들기 위해 온갖 잔일을 도맡으면서 게을리 하지 않았는데, 《선조실록》에는 그가 노부나가에게 고용되기 전에 그의 행차 앞에 옷을 벗고 드러누워 있었는데 부하들이 죽이려는 것을 노부나가가 제지하고 나서 소원을 물으니, "도저히 제가 가난해서 살 수가 없습니다."라고 대답하여 노부나가가 그에게 변소지기 일을 시켰더니, 그가 청소한 변소에서 냄새는커녕 티 하나도 나지 않았고, 노부나가가 자신의 신발을 만들도록 시켰더니 정성을 다해 신발을 만들어 바쳤다는 이야기를 수록하고 있다. 하루는 노부나가가 금술잔을 깊은 우물 속에 빠뜨렸는데, 히데요시는 큰 물동이 수백 개를 구해서 물을 담았다가 한꺼번에 우물에 쏟아부어, 우물이 뒤집히면서 물 위에 떠오른 금술잔을 재빨리 집어내어 바쳤고 이로써 노부나가의 총애를 받아 출세길이 열렸다고 한다.
《간양록》에는 또, 노부나가가 매번 종들을 시켜 시장에서 물건을 사오게 하면 항상 비싼 값을 치르면서 조금만 값이 안 맞아도 사오지 못했던 것과는 달리 토키치로는 매번 싼 값으로 좋은 물건을 그때 그때 사다 바쳤으므로 노부나가는 그것을 흡족해했지만, 실은 도키치로가 매번 자기 돈으로 물건값의 반을 보탠 것임을 아무도 알지 못했다고 한다. 급기야 노부나가가 직접 북쪽을 치는데, 도키치로가 창을 잡고 돌격해 닥치는 곳마다 모두 쓰러뜨렸다고 한다.
기요스성의 성과 관련된 업무와 내방 업무 등에서 기발한 아이디어를 자주 발휘하고 솔선 수범하여 큰 성과를 보였다. 이렇게 하여 노부나가의 환심을 샀고, 점차 오다 가문에서 두각을 나타나기 시작한다. 이 무렵 히데요시의 용모를 보고 노부나가가〈원숭이〉,〈대머리 쥐〉라고 부른 것 같다. 에이로쿠 4년(1561년) 아사노 나가카쓰의 양녀로 스기하라 사다토시의 딸 네네와 결혼한다.
미노국 사이토 다쓰오키와의 전투 중 스노마타성 축성에 관한 이야기가 유명하지만,《무공야화》등을 근거로 한 이야기는 당시 사료에는 기술이 없고, 에도 시대에 창작되었다는 설이 강하다. 이 무렵 사이토 가문의 영향하의 미노로부터 다케나카 시게하루, 하치스카 마사카쓰, 마에노 나가야스를 자기 편으로 끌어들인다.
에이로쿠 11년(1568년) 음력 9월 오미 미쓰쿠리 성(箕作城) 공략에 활약한 이야기가《신장기(信長記)》에 기록되어 있다(간논지성 전투(観音寺城の戦い)). 같은 해 오다 노부나가가 아시카가 요시아키를 제15대 쇼군에 옹립하고 교토를 평정하자, 아케치 미쓰히데, 니와 나가히데와 함께 교토에서 정무를 보았다. 당시 문헌에 히데요시라는 이름이 눈에 띈다. 단, 히데요시란 이름이 적힌 기록은 1560년 3월 8일자 서장이 가장 오래된 기록이다.
겐키 원년(1570년) 에치젠국의 아사쿠라 요시카게 토벌에 종군하였고, 순조롭게 진행되는 듯 보였지만, 오미 북부의 맹우 아자이 나가마사의 배신으로 가나가사키에서 급히 퇴각하게 되었다. 이 때, 히데요시는 이케다 가쓰마사(池田勝正)와 아케치 미쓰히데와 함께 후위부대를 맡아 공을 세웠다. 그 후에도 아자이·아사쿠라와의 전투에서 공을 세운다.

### 오다 정권 아래
덴쇼 원년(1573년) 아자이 가문이 멸문되자, 그의 영지였던 오미 3개군을 하사 받아 오다니성에 입성하지만, 산성인 탓에 비와호 호변의 이마하마(今浜)에 성을 축조하고 지명을 나가하마(長浜)로 개명해 나가하마성주로 부임했다. 이 무렵 오다 가문 내 유력 가신 니와 나가히데와 시바타 가쓰이에로부터 한 자씩을 받아 성을 하시바(羽柴)로 개명하였다. 또, 오미의 인재를 발굴하여 옛 아자이 가문의 가신들과 이시다 미쓰나리 등 전도유망한 젊은이를 키워냈다.
덴쇼 4년(1576년) 에치고국의 우에스기 겐신과 대치중인 호쿠리쿠 방면군단장 시바타 가쓰이에를 구원하기 위해 파견되지만, 작전을 둘러싼 마찰로 무단으로 오미 나가하마로 귀환하였다. 그 후, 가쓰이에는 겐신에 패배하였다(데도리강 전투). 이에 오다 노부나가는 히데요시의 행동에 화가 났지만, 곧 용서하였고, 야마토국에서 반기를 든 마쓰나가 히사히데 토벌명을 받아 히사히데를 토벌했다(시기 산성 전투(信貴山城の戦い)).
그 후 노부나가의 주고쿠 공략을 명 받아 하리마국으로 진군했고, 하리마의 호족들은 히데요시 군에 굴복했다. 그들 중 고데라 가문의 가신 고데라 요시타카(小寺孝高; 후에 구로다 요시타카)는 히데요시에게 히메지성을 양도하였고, 히데요시는 가신으로 맞이하였다. 일부 히데요시에 반기를 표한 세력은 제1차 고즈키 성 전투(上月城の戦い)에서 멸하였다.
덴쇼 7년(1579년) 고즈키 성을 둘러싸고 주고쿠의 모리 가문과 일진일퇴를 거듭한 끝에 비젠국, 미마사카국 다이묘 우키타 나오이에를 복속시켜 모리 가문에 우위에 섰지만, 셋쓰국의 아라키 무라시게의 모반으로 인해 주고쿠 공략은 일시중단되었다.
덴쇼 8년(1580년) 오다 가문에 반기를 든 하리마 미키 성 성주 벳쇼 나가하루를 공격하던 도중 다케나카 시게하루와 후루타 시게노리(古田重則) 등 유력 가신을 잃었지만, 2년에 걸친 포위공격에 적들은 기아와 싸워야 했고, 마침내 항복하였다(미키 전투). 같은 해 다지마국 야마나 아키히로(山名堯熙)가 농성하는 아리코 산성(有子山城을) 공략, 다지마 국을 오다 가문 세력하에 둔다.
덴쇼 9년(1581년) 이나바 야마나 가문의 가신단이 야마나 도요쿠니(山名豊国)를 추방하고 모리 가문의 깃카와 쓰네이에(吉川経家)를 맞이하여 돗토리 성에서 반기를 들었다. 히데요시는 돗토리 주변의 병량을 매석해 돗토리 성을 병량고에 시달리게 하여 성을 함락한다(돗토리 성 전투(鳥取城の戦い)). 그 후에도 주고쿠 지방 일대를 세력하에 둔 모리 데루모토와의 전투를 계속하였다. 같은 해 이와야 성(岩屋城)을 공략해 아와지국을 세력하에 두었다.
덴쇼 10년(1582년) 빗추를 공략에 있어서 시미즈 무네하루가 지키는 다카마쓰 성을 수공으로 공략할 때, 모리 데루모토, 깃카와 모토하루, 고바야카와 다카카게 등의 모리 가문의 대군이 맞이하여 오다 노부나가에게 원군을 요청하였다.

### 혼노지의 변에서 기요스 회의
덴쇼 10년(1582년) 음력 6월 2일 주군인 오다 노부나가가 교토 혼노지에서 아케치 미쓰히데의 모반으로 자결한다(혼노지의 변). 빗추 다카마쓰 성 공략 중이던 히데요시에게도 이 사실이 알려졌는데, 히데요시는 노부나가가 혼노지에서 살해되었다는 소식이 바깥으로 새어나갈 것을 염려해, 소식을 갖고 온 사자를 직접 베어죽이고 성 공격을 더욱 급히 하면서, 바깥에는 아무 일 없는 것처럼 보이게 했다. 성을 공격하는 한편으로, 모리 데루모토의 책사 안코쿠지 에케이에게 편지를 보내어 그를 군막으로 불러들여, "이 성의 함락은 조석간에 있소. 허나 난 수만 명의 목숨이 모조리 어륙(魚肉)이 되는 꼴은 차마 못 보겠구려. 성주께서 스스로 할복하신다면, 내 마땅히 군사를 파하고 화친을 하겠소." 하였다. 에케이는 이를 다카마쓰 성주 시미즈 무네하루에게 고했고, 무네하루는 곧 한 척의 배를 타고 나와서 강에서 할복하였다.(《간양록》) 그 직후 히데요시는 곧바로 데루모토와 강화를 맺고 당시로써는 엄청나게 빠른 속도로 교토로 회군한다(주고쿠 대회군(中国大返し)). 히데요시의 출현에 당황한 아케치 미쓰히데는 음력 6월 13일 셋쓰(攝津) 야마자키(山崎)에서 히데요시와 전투를 벌였지만, 이케다 쓰네오키와 니와 나가히데, 더욱이 미쓰히데 예하의 나카가와 기요히데와 다카야마 우콘까지 히데요시 군에 가세하자, 미쓰히데는 패하여 토착민의 손에 살해된다(야마자키 전투). 미쓰히데를 죽인 뒤 히데요시는 군사를 거느리고 곧장 성으로 들어가 노부나가의 시신을 찾아내어, 그 머리를 갖고 산사(山寺)로 올라가 스무 하루 동안 재(齋)를 드렸다고 한다.(《간양록》) 이때 온 나라에 주군이 없어 군중들의 마음이 온통 걱정스럽고 불안했는데, 히데요시만이 태연스럽게 행동하여 조금도 거리낌이 없었으므로, 여러 대신들이 감히 아무 소리도 내지 못했다고 《간양록》은 증언한다. 그 후, 히데요시는 미쓰히데 잔당을 토벌해 교토를 장악했다.
음력 6월 27일, 노부나가의 후계자 문제 및 영지 분할 문제를 매듭짓기 위해 기요스성에서 회의가 열린다(기요스 회의. 이 회의에서 오다 가문의 필두 가신 시바타 가쓰이에는 노부나가의 후계자로서 노부나가의 3남 간베 노부타카(神戶信孝, 후의 오다 노부타카)를 천거했지만, 미쓰히데 토벌로 공을 세운 히데요시의 입김과 이케다 쓰네오키·니와 나가히데의 지지도 있어 히데요시가 천거한 적손 산보시(三法師, 후의 오다 히데노부)로 결정되었다. 어린 산보시의 후견인으로서 간베 노부타카를 내세운 히데요시의 타협안에 시바타 가쓰이에도 수긍할 수밖에 없었다.)
오다 가문의 영지는 노부나가의 2남 노부카쓰에게 오와리, 3남 노부타카에게 미노, 조카 노부카네(信包)가 이세 북부와 이가가 주어졌고, 호소카와 후지타카는 단고, 쓰쓰이 준케이는 야마토, 다카야마 우곤·나카가와 기요히데는 본령 안도가 주어졌다. 니와 나가히데는 오미 시가ᆞ다카시마의 15만 석이 가증되었으며, 이케다 쓰네오키는 셋쓰의 아마가자키(尼崎)·오사카의 15만 석이 더해졌으며, 호리 히데마사는 오미 사와야마(佐和山)를 받았다. 시바타 가쓰이에도 히데요시의 영지인 오미국 나가하마성 12만 석을 받게 된다. 히데요시 자신은 미쓰히데의 옛 영지였던 단바ᆞ야마시로ᆞ가와치의 28만 석이 더해졌다. 영지상으로는 히데요시가 오다 가문의 필두 가신이었던 가쓰이에보다 우위에 놓이게 되었다.

### 시바타 가쓰이에와의 대립
히데요시와 가쓰이에의 대립은 날이 갈수록 격화되었다. 원인은 히데요시가 야마자키에 호지 성(宝寺城)을 축성하였고, 더욱이 야마자키와 단바에 검지를 단행해 사적으로 오다 가문의 여러 다이묘들과 교분을 맺었기 때문이다. 하지만, 덴쇼 10년(1582년) 음력 10월 가쓰이에는 다키가와 가즈마스와 오다 노부타카와 함께 히데요시에 대한 탄핵장을 여러 다이묘에 뿌렸다. 이에 히데요시는 음력 10월 15일 양자 하시바 히데카쓰(노부나가의 4남)를 상주로 해 오다 노부나가의 장례를 치려 위기를 빠져나갔다.
음력 12월 에치젠의 가쓰이에가 눈에 갇혀 움직이지 못한 것을 호기로 히데요시는 음력 12월 9일 이케다 쓰네오키 및 여러 다이묘를 규합하여 5만의 군을 이끌고 야마자키 호지 성을 출발해 11일 호리 히데마사의 사와야마 성에 들어갔다. 그리고, 가쓰이에의 양자 시바타 가쓰토요(柴田勝豊)가 지키는 나가하마 성을 포위한다. 원래 가쓰토요는 가쓰이에와 같은 양자인 시바타 가쓰마사(柴田勝政)와 사이가 좋지 않았기 때문에 히데요시의 조략에 응하여 항복하였다. 16일 미노로 출진해 이나바 잇테쓰(稲葉一鉄)를 항복시키고, 오다 노부카쓰의 원군에 힘입어 오다 노부타카의 가신 사이토 도시아키(斉藤利堯)가 지키는 가지키 성(加治木城)을 함락시켰다. 이렇게 하여 고립된 기후성의 오다 노부타카는 산보시를 히데요시에 넘겼고, 생모 사카씨(坂氏)와 딸을 인질로 보내 화의를 맺는다.
덴쇼 11년(1583년) 음력 1월 반 히데요시 파 중 한 명인 다키가와 가즈마스는 히데요시 측의 이세 미네 성(伊勢峰城)과 세키 성(関城), 이세 가메야마 성을 공략한다. 이에 히데요시는 음력 2월 10일 이세 북부로 군을 파견하였다. 12일 가즈마스의 거성 구와나 성을 공략하지만, 견고한 수비앞에 12 km 뒤로 후퇴하였다. 또, 히데요시가 조직한 별동대를 나가시마 성(長島城)과 나카이 성(中井城)에 파견했지만, 이마저도 맹열한 저항앞에 무위에 그쳤다. 그러나, 이세 가메야마 성은 가모 우지사토와 호소카와 다다오키, 야마우치 가즈토요의 공세앞에 음력 3월 3일 함락되었다. 이리하여 이세 전선에서는 점차 히데요시가 우위에 서게 된다.
음력 2월 28일 호쿠리쿠에서 가쓰이에의 마에다 도시이에가 선봉으로 출진했고, 음력 3월 9일에는 가쓰이에 자신이 이끄는 3만의 대군이 오미로 출발했다. 이에 히데요시는 이세 전선은 가모 우지사토에 맡기고 오미로 돌아와 11일 시바타 군과 대치하였다. 4월 13일 히데요시에 항복한 가즈토요의 가신 야마지 마사쿠니(山路正国)가 가쓰이에 측으로 이탈한 사건이 일어났고, 이에 더해 노부타카가 기후에서 다시 거병해 이나바 잇테쓰를 공격하는 등, 가쓰이에 측이 우위에 놓이게 된다.
20일 이른 아침, 가쓰이에의 중신 사쿠마 모리마사(佐久間盛政)는 히데요시가 미노로 출병한 틈을 노려 오이와산(大岩山)과 이와사키산(岩崎山)의 성채를 공격해 함락하였다. 그 후에도 모리마사는 공을 서둘러 가쓰이에의 명을 어긴채 함락한 성채에서 있었기 때문에 21일 신속히 회군한 히데요시의 반격을 받았고, 더욱이 도시이에의 배신도 있어 가쓰이에는 대패해 군을 에치젠으로 철수시킨다(시즈가타케 전투).
24일 가쓰이에는 마에다 도시이에를 선봉으로 한 히데요시 군에 기타노쇼 성이 공격당하자, 정실 오이치노 가타와 함께 자결하였다. 그리고, 가가와 노토를 마에다 도시이에에게 주었고, 에치젠은 이 전투에서 협력한 니와 나가히데에게 주었다. 음력 5월 2일(날짜에 관해서는 이설이 있음.), 미노를 공략해 오다 노부나가의 3남 오다 노부타카를 자결로 몰았고, 다키가와 가즈마스의 항복을 받아냈다. 이리하여 반 히데요시 진영을 멸한 히데요시는 노부나가의 후계자로서의 지위를 확립한다.

### 도쿠가와 이에야스와의 대립
덴쇼 12년(1584년) 오다 노부나가의 차남 오다 노부카쓰는 연하의 예를 하러 오라는 히데요시의 명령을 계기로 히데요시에 반발하며 대립하였다. 음력 3월 6일 히데요시와 내통하고 있다는 의심을 품고, 히데요시와의 전쟁을 말리는 중신 아자이 나가토키(浅井長時), 오카다 시게타카(岡田重孝), 쓰가와 요시후유(津川義冬)를 모살해 사실상 히데요시에 선전포고를 하였다. 이 때, 노부나가의 맹우였던 도쿠가와 이에야스가 노부카쓰에 가담했으며, 이에 더해 이에야스와 내통하고 있던 조소카베 모토치카와 기이(紀伊) 사카이 무리(雑賀党)도 반 히데요시를 기치로 결기하였다.
이에 히데요시는 세키 모리노부(関盛信), 구키 요시타카, 오다 노부카네 등 이세의 여러 장수를 자기편으로 끌어들였다. 거취가 불분명한 미노의 이케다 쓰네오키를 오와리와 미카와를 주어 우군으로 맞이하였다. 음력 3월 13일 쓰네오키는 이누야마성을 지키고 있던 오다 노부카쓰의 가신 나카야마 가쓰타다(中山雄忠)를 공략했으며, 이세에 있어서도 미네성을 함락하는 등, 공세를 펴갔다.
그러나, 이에야스, 노부카쓰 연합군도 곧 반격하여 하구로(羽黒)에 포진한 모리 나가요시를 격파했다(하구로 전투(羽黒の戦い)). 그런 후, 고마키(小牧)에서 진을 펴, 히데요시와 대치했다. 히데요시는 사이카 무리에 묶겨 오사카로부터 움직이지 않았지만, 21일 오사카를 출발해 27일 이누야마 성에 입성했다. 히데요시 군도 견고한 진지를 구축해 양 군은 장기대치 계속하여 전선은 교착되었다. 이 때, 하시바 군 10만, 오다·도쿠가와 연합군 3만이라고 한다.
그러던 중, 앞선 전투에 패해 설욕을 다짐하는 나가요시와 쓰네오키가 히데요시의 조카 미요시 히데쓰구(후의 도요토미 히데쓰구)를 총대장으로 옹립해 음력 4월 6일 미카와 기습을 단행한다. 그러나, 음력 4월 9일 이를 간파한 도쿠가와 군의 역습을 받고 패배하였다. 이 전투에서 쓰네오키, 모토스케 부자와 나가요시 등은 전사했다(나가쿠테 전투(長久手の戦い)).
이렇게 하여 히데요시의 압도적인 병력에도 불구하고, 전황은 교착되어 갔다. 이에 히데요시는 가가노이 시게모치(加賀井重望)가 지키고 있는 가가노이 성(加賀井城) 등, 노부카쓰 측 이가, 이세를 공략해 갔다. 음력 11월 11일 오다 노부카쓰는 사실상 히데요시에 굴복하여 도쿠가와 이에야스와의 상의 없이 무단으로 히데요시와 강화를 맺었다. 이에 대의명분을 잃은 이에야스는 미카와로부터 철퇴하였다. 그리고, 이에야스는 차남 오기마루(於義丸; 후의 유키 히데야스)를 히데요시의 양자로 삼는 조건으로 강화를 맺었다. 전후, 히데요시는 곤다이나곤(権大納言)에 임관되었다. 사실 전투에서는 도쿠가와 이에야스가 승리하였으나 노부카쓰의 배신으로 인하여 이에야스가 대의 명분에서 밀리면서 전쟁에서는 도요토미 히데요시가 승리하는 결과를 가져왔고, 결국에게 굴복하고 말았다.
덴쇼 14년(1586년) 히데요시는 이미 소에다 요시나리(副田吉成)에게 시집을 가서 유부녀가 된 여동생 아사히를 강제로 이혼시킨 뒤 이에야스에 시집 보냈으며, 더욱이 어머니 오만도코로를 인질로 이에야스에게 보내 이에야스의 입경을 제촉하였다. 이에야스도 이에 승복해 상경하였고, 히데요시에게 신종을 맹세했다.

### 도요토미 정권

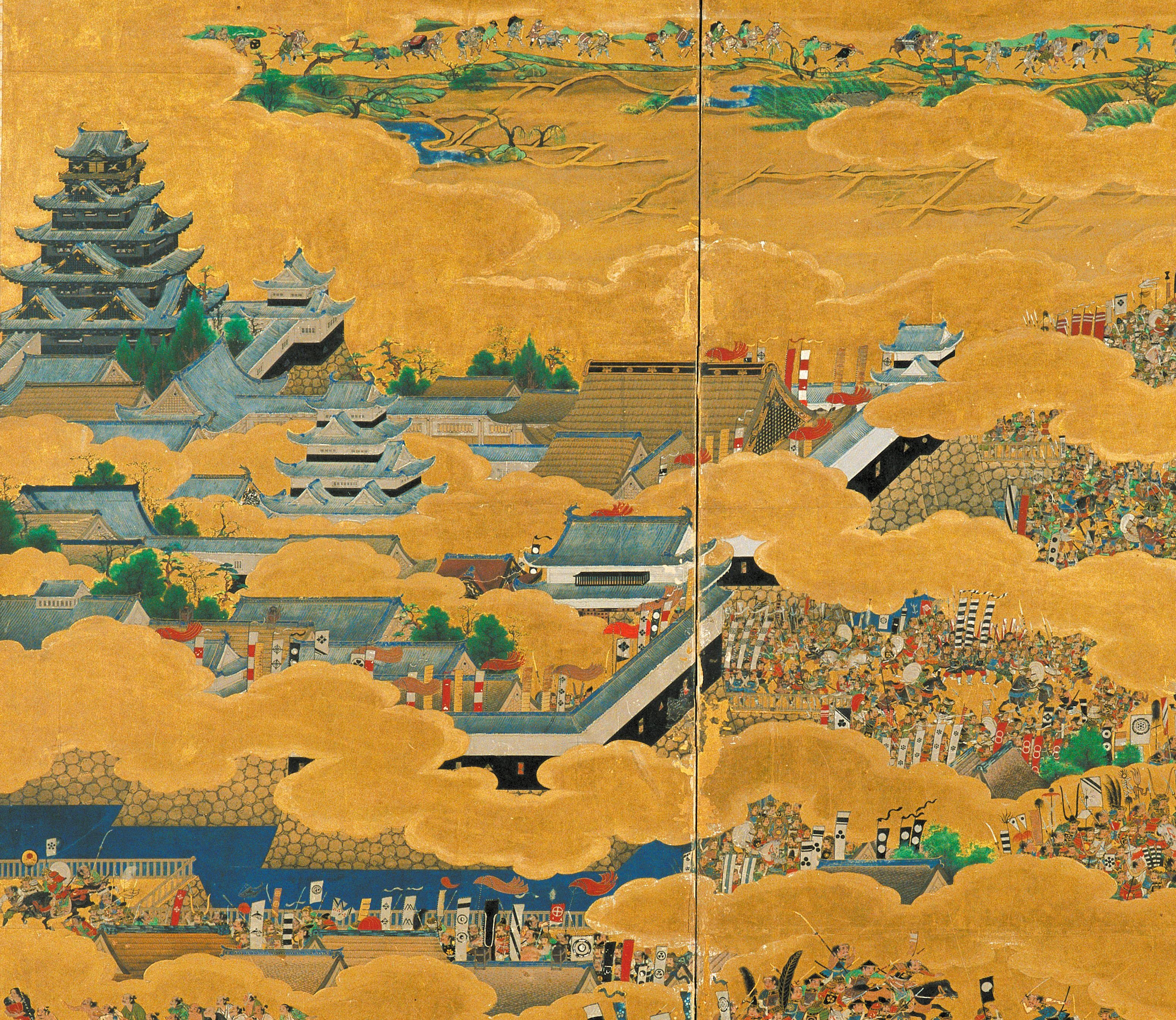
도요토미 가문의 천수
〈오사카 여름의진도 병풍〉

덴쇼 11년(1583년) 이시야마 혼간지 터에 오사카성을 축조한다. 분고국 다이묘 오토모 소린이 그 화려함에 놀라〈삼국무쌍의 성이다.〉라고 칭했다. 그러나 성의 일부분에 방어상 문제가 있어 히데요시 자신도 그 점에 신경을 썼다고 한다 (후에 오사카 전투에서 사나다 노부시게가 방어가 취약한 남쪽에 사나다마루라고 불리는 성채를 쌓아 방어를 강화해 도쿠가와 측을 괴롭혔다.).
덴쇼 12년(1584년) 조정에서 쇼군 임관을 권했지만 일본의 첫 막부인 가마쿠라 막부를 설립한 미나모토노 요리토모가 '쇼군은 반드시 겐지(源氏)만이 될 수가 있다.'라는 것을 정해놓았기 때문에 평민 출신이었던 히데요시는 겐지와 연관될 그 어떤 것도 갖고 있지 않았고, 쇼군이 되지는 못했다.
덴쇼 13년(1585년) 음력 3월 10일 히데요시는 정2위 내대신(内大臣)에 위계 임관되었다. 그리고, 21일 기이 공략에 나서 사이카 무리와 전투를 벌인다. 최종적으로 도도 다카토라에 명하여 사이카 무리의 수령 스즈키 시게오키(鈴木重意)를 모살하여 기슈(紀州)를 평정하였다(기슈 정벌).
또, 시코쿠의 조소카베 모토치카에 대해서는 동생 하시바 히데나가를 총대장에 임명해 출진시겼다. 이 전투에서 모리 데루모토와 고바야카와 다카카게 등의 모리 군도 가세하여 음력 7월 25일 시코쿠를 평정했다. 모토치카에게는 도사국만 그에게 주었다(시코쿠 정벌).
음력 7월 11일 예전부터 관백직을 둘러싼 내분이 다시금 불거지자, 히데요시는 고노에 사키히사의 조카가 되어 관백(關白)직에 올랐고, 덴쇼 14년(1586년) 음력 9월 9일 조정으로부터 도요토미 성을 하사받았다. 음력 12월 25일 태정대신(太政大臣)에 올라 정권을 확립했다(도요토미 정권). 이에 더해, 히데요시는 아시카가 요시아키의 양자가 되어 도요토미 막부를 열려고 했지만, 요시아키가 거절해 칸파쿠 직에 올랐다는 속설이 있다. 이는 후세의 창작이다.
엣추의 삿사 나리마사에 대해서는 음력 8월 직접 군을 이끌고 도야마로 진군했지만, 거의 전투없이 음력 8월 25일 나리마사는 히데요시에 항복하였다. 오다 노부카쓰의 조력도 있었기 때문에 히데요시는 나리마사를 용서하고 엣추 국 니카와군(新川郡)을 주었다. 이리하여 기이, 시코쿠, 엣추를 세력하에 두었다.

### 규슈 평정
규슈에서는 시마즈 요시히사가 세를 떨치고 있었고, 시마즈 가문에 압박에 오토모 소린은 히데요시에 도움을 요청하였다. 히데요시는 시마즈 요시히사에게 항복을 권고하지만, 요시히사를 이를 거부하여 규슈에 군을 보낸다.
덴쇼 14년(1586년) 분고 헤쓰기 강(戸次川; 현 오노강)에서 센고쿠 히데히사를 군감으로 해, 모토치카, 노부치카 부자, 소고 마사야스(十河存保), 오토모 요시무네(大友義統)로 구성된 혼성군으로 시마즈 이에히사가 이끄는 시마즈 군과 싸워보지만, 센고쿠 히데히사의 실책에 의해 헤쓰기가와 전투에서 패배하였다. 이 전투에서 조소카베 노부치카와 소고 마사야스는 전사했다.
덴쇼 15년(1587년) 히데요시 스스로 20만 대군을 이끌고 본격적으로 규슈를 공략한다. 이에 시마즈 군은 압도되어 시마즈 가문은 항복했다(규슈 정벌). 이렇게 하여 서일본 전역은 히데요시 세력하에 놓이게 된다.
전후, 하카타에서 히데요시는 바테렌 추방령을 반포했지만, 사실상 기독교인은 묵인되었다. 덴쇼 16년(1588년) 가타나가리를 실시했다.

### 오다와라 평정
덴쇼 17년(1589년) 측실 요도도노 사이에서 쓰루마쓰(鶴松)가 태어나, 후계자로 지명하였다. 같은 해 고호조 가문의 가신 이노마타 구니노리(猪俣邦憲)가 사나다 가문의 가신 스즈키 시게노리(鈴木重則)가 지키고 있던 나구루미 성(名胡桃城)을 탈취한 일을 계기로 덴쇼 18년(1590년) 히데요시는 고호조 가문을 제압하기 위해 자신에게 복종하는 모든 다이묘들을 소집한 뒤 육군, 수군을 합친 총 병력 21만의 대군을 이끌고 간토로 출병, 호조 가문의 거성인 오다와라성을 포위했다.
- 당시 도요토미 군측 다이묘들

도요토미 군 총 병력 도합 21만명
도요토미 주력군
약 17만명
도요토미 히데요시, 도쿠가와 이에야스, 구로다 요시타카, 고바야카와 다카카게, 이시다 미쓰나리, 다치바나 무네시게, 시마즈 요시히로, 오타니 요시쓰구, 가토 기요마사, 후쿠시마 마사노리, 다테 마사무네, 오다 노부카쓰, 도요토미 히데나가, 우키타 히데이에, 호소카와 다다오키, 깃카와 히로이에, 호리 히데마사, 이케다 데루마사, 아사노 나가마사, 나쓰카 마사이에, 이시카와 가즈마사, 마시타 나가모리, 다카야마 우콘, 쓰쓰이 사다쓰구, 하치스카 마사카쓰, 오토모 요시무네 등
도요토미 수군
약 1만명
조소카베 모토치카, 가토 요시아키, 구키 요시타카, 와키자카 야스하루 등
도요토미 북방군
약 3만 5천명
마에다 도시이에, 우에스기 가게카쓰, 사나다 마사유키 등
《태합기》에 따르면 히데요시는 무쓰, 데와의 여러 다이묘에게 오다와라 공격에 동참할 것을 명하지만, 다테 마사무네는 뒤늦게 동참한다. 히데요시는 마사무네를 '꿈틀데는 벌레'로 평했고, 마사무네는 히데요시를 두려워했다고 한다. 히데요시는 대기, 천위, 모든 사람에 미치지 않고 평했고, 격이 다름을 보였다. 마사무네가 보기 좋게 귀향하자, 여러 무장들은 호랑이를 풀어주면 위험하다고 진언했지만, “반항하면 토벌하면 그만”이라고 말했고, 여러 무장들은 그 말에 고개를 숙였다고 한다.
오다와라성은 우에스기 겐신과 다케다 신겐도 함락하지 못한 견성이였지만, 계절적 이유로 철병해야하는 여타 군과 달리 도요토미군은 히데요시에 의해 군사와 농민을 분리하는 정책인 병농 분리 정책으로 인해서 언제든지 출병과 철병이 가능했고, 당시 호조 가문의 당주였던 호조 우지나오와 당주 자리에서는 물러났지만 여전히 영향력을 과시하고 있던 호조 우지마사의 의견 대립 등으로 인해서 내부의 단결이 제대로 이루어지지 않았다. 결국 호조 가문의 오다와라 성은 제대로 싸우지도 못하고 3개월의 농성 후, 개성하였다. 호조 우지마사, 호조 우지테루(北条氏照)는 할복을 명 받았고, 호조 우지나오(北条氏直)는 고야 산(高野山)으로 추방되었다(오다와라 정벌).

### 일본 통일

도요토미 히데요시의 수결

최후의 적 고호조 가문을 굴복시켜 일본을 통일했다. 히데요시는 오랫동안 계속된 전국시대를 마감시겼다. 그러나, 다테 마사무네와 같이 군사력으로 제압하지 않은 다이묘가 많이 있었고, 이들 다이묘의 군사력은 온전한 상태였다. 이 때문에 유력 다이묘의 처우문제가 도요토미 정권의 과제였다.
도요토미 히데요시는 신분이 너무 미천해서 정이대장군에 오를 수 없었다. 하지만 도요토미 히데요시는 일본을 지배하고 싶어했으며 이 때문에 아시카가 요시아키까지만 정이대장군을 하는 것으로 규정을 선포하고 덴쇼 16년(1588년) 아시카가 요시아키가 정이대장군에서 퇴직하자마자 바로 정이대장군 직을 폐지하고 관백 신분으로 일본의 지배자가 되었다. 이 과정에서 다이묘끼리 혼인을 맺는 것을 금지하는 규정을 신설했는데 그 이유는 오직 하나뿐이었다.
| “ | 관백 전하, 정이대장군 직을 왜 폐지하셨습니까? | ” |

이 질문을 못하게 막기 위해서였다. 세력이 약한 다이묘가 저 질문을 하면 불경죄로 처단하면 그만이지만 다이묘들 간에 세력이 커지게 되면 저 질문에 대한 답변을 해야 하는데 도요토미 히데요시는 절대 답변을 할 수가 없었다. 자기가 임명될 수 없어서 폐지했다고 말하기에는 매우 곤란했기 때문이다. 본인이 취임할 수 없어서 폐지했다고 인정할 경우 천황직도 폐지할 인간이라는 낙인이 찍혀 전 일본 민족 공공의 적이 되어버린다.
덴쇼 19년(1591년) 후계자로 지명했던 쓰루마쓰가 병사하자, 조카 히데쓰구를 양자로 맞이해 관백직을 양도했다. 그리고, 히데요시 자신은 태합(太閤)으로 불렸다. 또, 다도인 센노 리큐에 할복을 명했다. 이에 리큐의 제자 후루타 오리베(古田重然), 호소카와 다다오키 등의 탄원도 있었지만, 무위에 그쳤고, 리큐의 목은 이치조모도리 다리(一条戻橋)에 효수되었다. 센노 리큐가 할복한 이유에 대해서는 여러 설이 존재한다.
이 해, 도호쿠 지방의 난부(南部) 가문 일족, 구노헤 마사자네(九戸政実)가 후계 다툼을 계기로 난을 일으킨다. 히데요시는 난부 노부나오(南部信直)의 구원 요청을 받아들여 도요토미 히데쓰구를 총대장으로 가모 우지사토, 아사노 나가마사, 이시다 미쓰나리로 구성된 군을 도호쿠에 파견하였다. 도호쿠의 여러 다이묘도 이에 동참하여 군은 6만으로 늘어났다. 구노헤 마사자네, 사네치카(実親) 형제는 항전하지만, 중과부적으로 끝내 항복하였다. 그 후, 구노헤 가문은 모두 참수되었고, 멸문되어 난은 종결되었다.
결과적으로 일본에서 가장 낮은 신분이었던 자가 일본의 지배자로 등극했다. 이로 인해 현대의 일본인들은 정말 밑바닥부터 올라와서 최고의 자리에 도달한 사람을 금태합(今太閤: 현대의 도요토미 히데요시)이라 부르게 되었다.

### 임진왜란

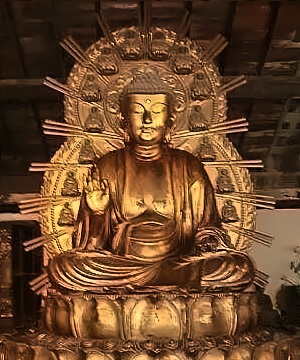
교토 대불의 복제품(히데요시가 힘을 과시하기 위해 세운 교토의 대불)

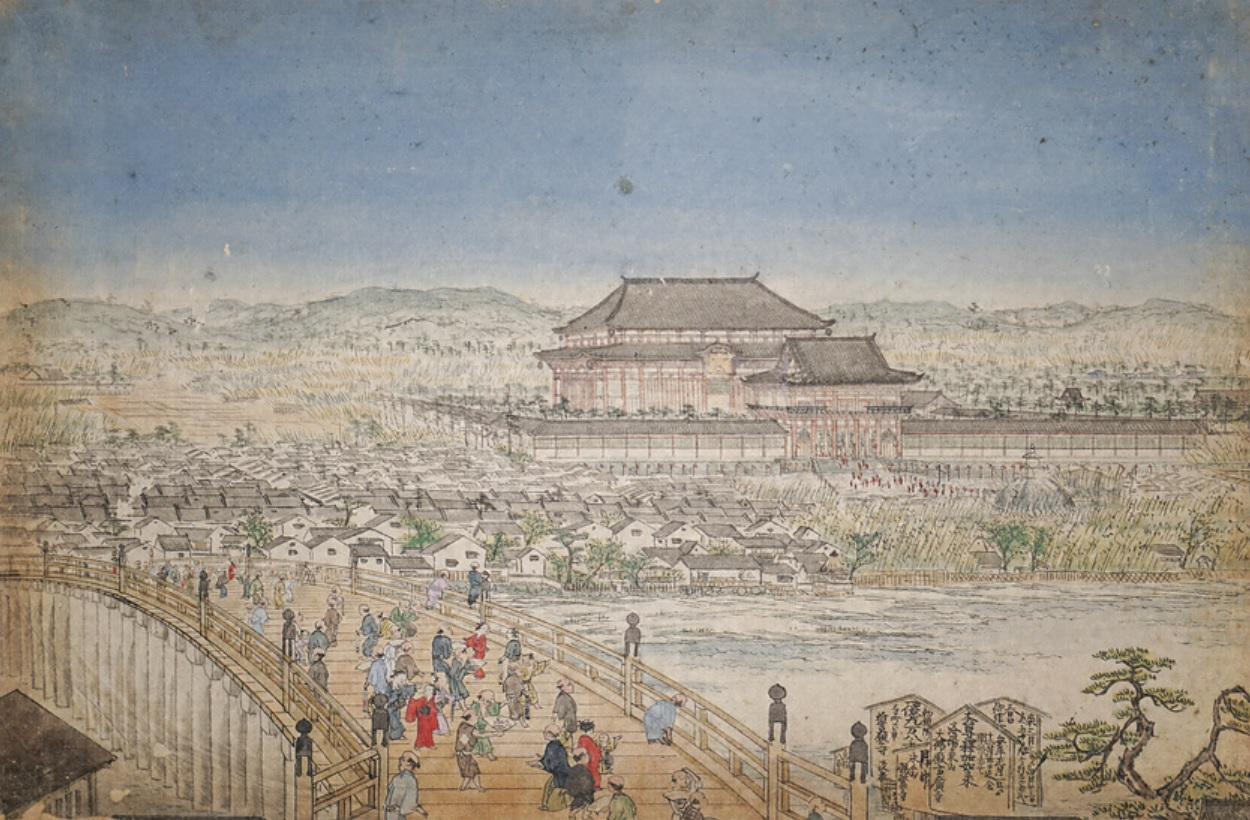
호코지・귀무덤

분로쿠·게이초의 역(文禄·慶長の役)라고도 하는 임진왜란은 분로쿠 원년(1592년) 도요토미 히데요시의 주도하에 일본이 명나라의 정복과 조선의 복속을 목표로 16만의 군으로 한반도 남부에 침투함으로써 시작되었다. 초기에는 조선군을 격파하고 파죽지세로 한성, 평양을 점령하는 등 순조롭게 진행될 것으로 보였지만, 각지에서 일어난 의병과 명의 원군, 그리고 이순신의 조선수군으로 인해 전황은 교착 상태에 빠졌고, 분로쿠 2년(1593년) 명과의 강화 교섭이 시작된다.

#### 임진왜란의 원인
도요토미 히데요시가 임진왜란을 일으킨 이유에 대해서는 다음과 같은 설이 있다.
1. 유력 다이묘의 권력을 약화시키고, 자신의 공명심과 영웅 심리에서 기인했다는 설.
2. 뒤늦게 얻은 아들 쓰루마쓰가 죽은 비통함에 전쟁을 일으켰다는 설.
3. 해외무역 장악을 위해 전쟁을 일으켰다는 설.
4. 주군이었던 오다 노부나가의 대륙 진출 계획에 영향을 받아, 통일 이후 그것을 실현시켰다는 설.
5. 도요토미 히데요시의 천하야욕을 이루기 위해서였다는 설. 그래서 강화조건에 명나라 후비를 일본에 바치라는 것과 조선팔도의 절반을 내놓으라고 했다.
6. 선대로부터 이어져 내려온 가신이 없고 막부를 세워 쇼군의 권위로 통치하는 것도 불가능하자 도요토미 정권의 불투명한 영속성 개선 즉, 영지하사를 통한 정권안정을 확보하려고 전쟁을 일으켰다는 설
7. 일본 내부 갈등을 밖으로 돌리기 위했다는 설

일본 내에서 최고의 세력을 장악한다 할지라도 세력가는 결국 천황의 신하에 불과하다. 다만 그 세력가가 막부를 세운다면 천황의 명령을 수행하기 보다는 천황의 안전을 보호하기 위해 독자적인 권력을 행사할 수 있는 권한을 가지게 된다. 이는 12세기 겐페이 전쟁에서 승리한 겐지(源氏)에게 주어진 특권이었다. 다시 말해 겐지의 피를 이어 받은 자만이 쇼군의 지위에 올라 막부를 세울 자격이 있다는 게 상례였다.
도요토미 히데요시는 겐지는커녕 천출(무사 집안 출신이 아님)인 까닭에 상례적으로 쇼군이 될 수 없었다. 그가 쇼군 자리에 오를 수 있는 유일한 방법은 과거 자신들의 영토를 회복하고 그를 방해하는 오랑캐를 물리쳐 승전군이 되어 천황에게 다시 대장군의 칭호를 받아 막부를 구성하는 것뿐이었다. 이를 위해 과거 영토라고 주장하는 미마나(임나)에 해당하는 조선 남부를 회복(히데요시의 관점)하고 이에 반대하는 명나라 군대를 섬멸하는 것만이 막부를 구성하고 쇼군이 될 명분을 얻는 유일한 길이었다. 또한 그 과정에서 발생하는 새로운 영지들을 무사들에게 하사함으로써 천출인 까닭에 늘 불안했던 가신관계를 굳건히 만들고자 했다. 그것을 위해 도요토미 히데요시가 임진왜란(8년 전쟁)을 시작하게 되었다는 게 일반적인 분석이다.

#### 임진왜란에 반대한 다이묘들
도쿠가와 이에야스, 소 요시토시, 고니시 유키나가, 다테 마사무네, 시마즈 요시히로 등의 상당수의 다이묘들이 조선으로 군사를 내는 것에 반대 하였으나, 히데요시는 여러 다이묘들의 반대를 무릅쓰고 출진을 강행했다. 이에야스는 풍토병과 황무지 개간 및 지배 지역의 치안 문제 등, 갖은 변명을 둘러대며 기어이 불참하였고, 자신의 군대를 온전히 보존시켰다. 사실 히데요시가 이에야스에게만은 임진왜란 출전을 강요할 수 없었던 까닭은 그가 자신과 맞상대가 가능한 세력이란 걸 의식했기 때문이다. 또 히데요시가 조선에 직접 출병하지 못하고 자기 수하만 보낸 까닭도 여기에 있다. 비록 일본 제일의 실력자가 되었다고는 하나 히데요시 자신이 자리를 비운다면 일본 국내 정세가 어떻게 돌아갈지 스스로 안심할 수 없는 상황이었다.

#### 임진왜란 중 도요토미 히데요시의 작전의 의도
히데요시는 일찍이 고니시 유키나가와 가토 기요마사가 종교간의 문제(유키나가는 로마 가톨릭, 기요마사는 불교), 성격적 문제(유키나가는 온건파, 기요마사는 급진파) 등 여러 가지 문제로 인하여 앙숙이라는 사실을 간파했기 때문에 오히려 그 둘을 임진왜란의 선봉장으로 삼았다. 그 이유인 즉 유키나가와 기요마사로 하여금 서로 경쟁하게 하여 최대한 빨리 조선을 점령하게 하기 위해서였다. 하지만 이순신이 이끄는 조선수군과 조선각지에서 일어난 의병들의 활약으로 조선을 침략한 일본군들은 장기전에 돌입해야했다. 이순신은 남해의 재해권을 확보하면서 일본에서 조선에 주둔하고 있는 일본군에 군수물자 공급을 차단시켰고, 이것은 함경도 온성까지 진출했던 기요마사와 평양성에 주둔해있던 유키나가가 남쪽으로 서둘러 후퇴하게 만드는 큰 원인이 되었다.

#### 군사력 증강
히데요시는 전투 부대의 병종을 기병과 보병 두 가지로 대별하고 사무라이대장(侍大將)의 지휘 하에 기병, 총병, 궁병, 창검병 등의 단위대를 편성한 후에 각조 지휘관으로서 기사와 보사를 두었다. 이렇게 변모된 군사력을 배경으로 하여 1586년 무렵에 대규모 건조 계획을 추진하기 시작하여 조선 침공 직전에 전함 천여 척을 이미 확보한 데에 이어서 종전 무렵에는 3천여 척이나 되는 대규모 선단을 보유할 수가 있었고 조선을 침공하기 직전인 1591년에는 사이카이도, 난카이도, 산요도, 산인도, 기나이와 그 동방 일부 지역에 동원령을 내려서 병력 33만을 동원할 준비하였다.
1586년 히데요시는 일본 수군의 약점을 보완하기 위해 유럽의 범선인 카락과 갤리온 구입을 시도했었는데 포르투갈인의 거절로 구입에는 실패했다.대신 당시 일본에 진출한 로마 가톨릭교회 예수회를 통해 포르투갈 군함의 지원을 요청하고 승낙까지 받았으나 예수회와 관계가 악화되며 바테렌 추방령을 내리며 무산된다.

### 바테렌 추방령
1586년 5월 예수회의 일본 선교 총책임자인 코엘료는 오사카 성에서 도요토미 히데요시를 알현해 대환영을 받았다.
그 자리에서 히데요시는 코엘료에게 규슈정복과 조선에 출병해 중국 대륙을 침공할 계획을 털어 놓았으며, 그 협력도 요청했다.
그리고 만약 조선과 중국 정복에 성공하면 중국 각지에 교회를 지을 수 있도록 선교사들을 협력하겠다고 말했다. 그래서 실제로 그 때가 오면 포르투갈 군함 2척을 지원해 달라고 요청했다. 히데요시는 코엘료에게 무장한 포르투갈선의 채비를 의뢰했지만, 그것 보다도 규슈에는 예수회의 일본 선교의 본거지가 있으며, 거기에는 유력한 로마 가톨릭교도 영주도 있기에, 예수회 선교사들에게는 큰 영향력이 있었기 때문이었다. 코엘료는 히데요시의 계획에 찬동했을 뿐만 아니라 자신의 영향력이 미치고 있는 큐슈의 로마가톨릭교도 영주들과의 합동 작전을 하는 것은 어떤지 제안을 하기까지 했다. 그리고 실제로 선교를 우위에 서서 실시하기 위해 크리스천 영주들을 지원하려고 필리핀으로부터 함대를 파견받도록 1585년에 요청을 하고 있었다. 이러한 생각은 코엘료 뿐만 아니라 당시에 많은 로마 가톨릭교회 예수회 선교사들이 공유하는 것이었다. 코엘료로서는 원래 자신이 가지고 있던 생각이라고 동조한 히데요시의 계획을 듣게 되어서 히데요시를 기쁘게 하면서 자신도 기뻐 신바람이 나서 그처럼 대답했던 것이다. 그러나 이것은 반대로 화가 되었다. 코엘료의 대답을 들은 히데요시는 큐슈의 크리스천 영주들의 군대는 코엘료를 비롯한 예수회 선교사의 생각으로 마음대로 움직일 수 있다고 생각한 것이다. 히데요시는 이 때문에 예수회에 대한 경각심을 느끼게 된다. 코엘료는 한척의 후스타선(Fusta 船)을 건조하고 대포를 몇개 구입했다. 그리고 코엘료는 자신이 그것을 타고 일본의 여기저기 각지를 돌아다녔다. 히데요시가 규슈 정벌을 위해 하카타에 왔을 때 코엘료는 마치 대제독과 같은 모양으로 이 배를 타고 해상에서 히데요시를 방문했다. 1587년 6월 규슈평정을 끝마친 히데요시는 하카타 근처에 개선해 와서 같은 달 10일에 코엘료의 배에 탑승해 하카타만 위에서 매우 사이 좋게 담소했다. 히데요시는 그 배에 탑승해서 선내를 상세하게 관찰하고 많이 칭찬하면서도 이것은 틀림없이 군함이다고 말했다. 히데요시가 본 코엘료의 포르투갈 군함은 매우 훌륭한 것이어서 히데요시는 막강한 군사력과 기리시탄 영주들을 거느린 예수회에게 위기감을 느끼게 된다. 이후 히데요시는 곧바로 5개 항목에 걸치는 바테렌(反天連) 추방령을 내리게 된다.
그러나 추방령은 예수회가 자숙하고 히데요시에게 복종하는 태도를 나타내고 배편이 없다는 문제도 있고 해서 실제로 이행되지는 않았다. 또 예수회의 동인도 순찰사인 알레산드로 발리냐노(동인도 선교 총 책임자로 코엘료 신부를 일본 책임자로 임명한 사람)는 1591년 3월 3일 (덴쇼 19년 윤 1월 8일 ) 주라쿠 다이에서 히데요시를 만나 히데요시의 추방령을 무효화 시키도록 값비싼 선물을 히데요시에게 뇌물로 주고 추방령을 유야무야 시킨다.

### 도요토미 히데쓰구 사건
한편, 분로쿠 2년(1593년) 측실 요도도노가 히데요리를 낳자, 히데쓰구와의 대립이 표면화되어 심각한 상황에 빠진다. 2년 후인 분로쿠 4년(1595년) 관백 도요토미 히데쓰구를 악정과 난행을 이유로 폐적시키고, 고야산으로 추방했다. 후에 모반의 혐의가 있다는 이유로 할복시킨다. 이 사건으로 인해 히데쓰구의 보좌역인 마에노 나가야스 등 유력 가신이 연좌되어 죽거나 유배되었다. 또, 히데쓰구 일가도 처형되었다. 히데쓰구의 난행에 관해서는 여러 설이 있고, 아들 히데요리의 방해꾼이 될 가능이 있는 히데쓰구를 처분했다는 견해와 이 일로 인해 도요토미 다이묘의 결속이 저해되어 세키가하라 전투의 패배의 원인이 되었다는 견해도 있다.
도요토미 히데쓰구 사건에는 다테 마사무네, 호소카와 다다오키 등 제법 묵직한 다이묘들이 연루되었으나, 도요토미 히데요시의 입장에서 보면 어이없게도 이들을 도쿠가와 이에야스가 구명해 줘서 다들 목숨을 건졌다. 본디 도요토미 히데요시가 이런 다이묘들에게 도쿠가와 이에야스를 감시하라고 시켰지만 되려 도쿠가와 이에야스 덕분에 목숨을 건져 결국 죄다 도쿠가와 이에야스의 편에 서게 된다.

### 정유재란
분로쿠 5년(1596년) 계속되어 왔던 명과의 강화 교섭이 결렬되어, 게이초 2년(1597년) 14만의 군으로 조선을 재침략하였다. 칠천량해전을 시작으로 2개월 동안 경상도, 전라도, 충청도를 석권하고, 경기도로 나간 후, 조선 남해안에 왜성을 축조하여 장기 점령을 꾀한다. 이 후, 울산성 전투에서 고전한 후, 전선을 축소하려는 무단파와 문치파간의 대립이 나타나기 시작한다.
도요토미 히데요시는 조선 팔도 중에 남부의 4개도를 일본에 할양할 것, 명나라 황녀를 일본 덴노와 혼례시킬 것 등의 현실적으로 불가능할 만큼 무리한 요구를 한 탓에 강화가 결렬되었다. 문제는 중간에서 외교를 담당하던 심유경이 명나라에 거짓으로 보고를 했기 때문에 도요토미의 분노가 극대화되어 결국 전쟁으로 이어졌다는 견해도 있다.

### 죽음

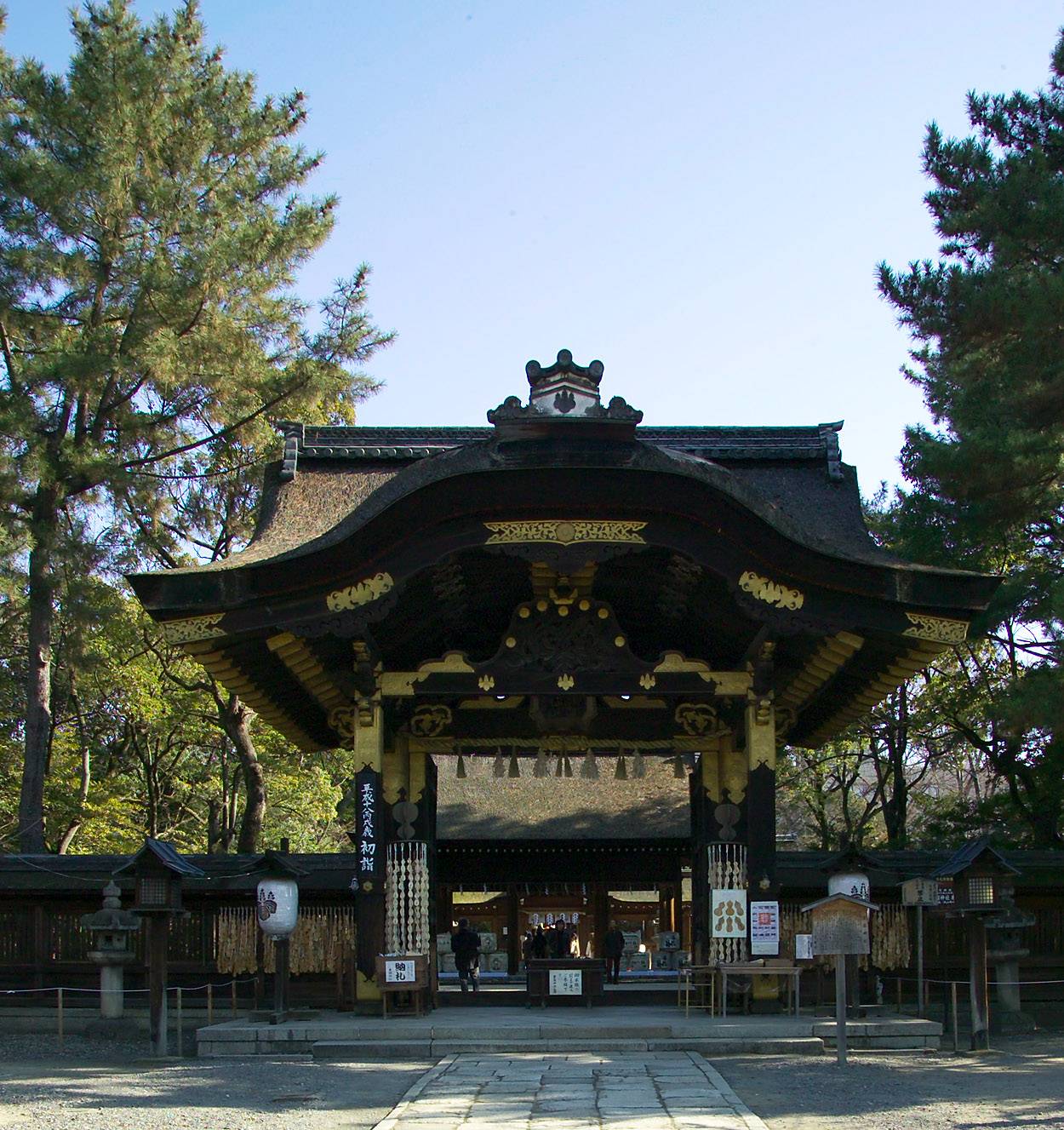
도요쿠니 신사의 정문

게이초 3년(1598년) 음력 8월 18일 고다이로 필두 도쿠가와 이에야스와 도요토미 히데요리의 보호역을 맡은 마에다 도시이에에게 후사를 부탁하고 후시미성에서 사망하였다. 사인은 위암으로 병사했다고 알려져있다. 향년 62세. 그날 안으로 히데요시는 아미다산에 매장되었다. 히데요시의 묘는 화려하게 조성되었지만, 병력의 사기 문제에 미쳐가는 조선에 출병되어 있는 왜군들이 도요토미 히데요시의 죽음을 알아서는 안되기 때문에 장례는 치러지지 않았으며 그의 죽음을 비밀로 하였다. 그러나 세키가하라 전투 이후 무덤은 폭파되어 소멸되고 만다. 이는 조선과의 외교관계 회복을 위해 어쩔 수 없는 조치였다. 임진왜란의 원인이 된 장본인의 무덤을 처단함으로써 조선에 임진왜란이 히데요시의 강요에 의한 어쩔 수 없는 전쟁이었음을 보여야만 했기 때문이다. 도요토미 히데요시의 유일한 아들이었던 도요토미 히데요리 마저 후사가 없는 상태에서 1615년 도쿠가와 가문의 습격을 받아 어머니 요도도노와 오사카 성에서 자결하는 바람에 도요토미 가문은 2대로 끊어지고 말았다.(히데요리에게는 아들 도요토미 구니마쓰와 딸 나아히메(덴슈니)가 있었으나 어린 쿠니마쓰마루는 오사카 전투이후 초소카베 모리치카 등의 도요토미 가신들과 도주하다 잡혀 로쿠조와라에서 효수당하였고, 유이히메는 승려가되었으나 30대의 젊은 나이에 사망했다)
게이초 7년(1603년)에 도쿠가와 이에야스가 정이대장군으로 취임하면서 해당 관직은 부활하였다.

### 임진왜란의 종료와 그 결과
이후, 조선에 주둔하고 있었던 일본군은 철수하였고, 노량 해전을 마지막으로 7년간 끌어오던 전쟁은 끝이 났다.
전쟁을 통해 도공을 납치 및 활자를 포함 많은 문화재의 약탈로 도자 문화나 인쇄기술의 발전을 꾀한 반면, 전쟁기간 동안에 일어난 문치파와 무단파간의 갈등 및 도쿠가와 이에야스의 대두로 도요토미 정권은 막을 내리고, 도쿠가와 정권의 에도 시대가 도래하는 계기가 되었다. 반면 에도시대가 도래한 것과 병자호란이 겹쳐 조선과 일본의 관계는 급격하게 호전되기도 했다.
조선은 임진왜란 이후 국토가 황폐화되어 재건에 박차를 가해야 했고 이에 막대한 비용과 시간이 소요되었다. 또, 광해군 집권기에는 명과 후금 중에 조선에 유리한 외교정책을 펴서 상황에 맞게 적절하게 조율했으나, 명의 은혜를 저버리면 안된다는 명분하에 인조반정이 일어난다. 인조반정 때문에 외교를 조율할 광해군이 없어진 조선은 후금과의 갈등이 극대화되었고, 때마침 명나라마저 멸망하여 곧 병자호란이 일어났다.
명나라는 임진왜란으로 인해 국방력이 약화되었고, 후금이 대두되어 왕조가 교체되었다. 한편 도요토미 정권 역시 내전으로 붕괴하고 에도시대가 도래한 것과 이로 인하여 도쿠가와 이에야스가 적극적으로 조선과의 관계를 회복하기 위해 노력하였다.

## 인물평
도요토미는 내정보다는 전쟁에 어울리는 리더라는 견해가 있다. 특히 임진왜란과 관련하여 장기적으로 부하들을 응집시키는 데에 실패한 히데요시는 결국 그 특유의 전투 지휘관 기질을 발휘하는 쪽으로 정치노선을 변경했고, 이를 위해 임진왜란을 일으킨 것으로 보는 견해가 있다. 하지만 내정과 관련하여, 도요토미 히데요시는 가타나가리나 태합검지를 통해 병농분리와 노동력의 생산력 향상에 힘썼으며, 이 정책은 도쿠가와 이에야스의 에도 막부의 정책으로 계승되기도 하였다.
《간양록》에 따르면, 히데요시는 일본을 찾아온 조선의 사신에게 회답 서신을 만들게 하면서 군사를 일으킬 것이라는 말을 분명히 적게 했다고 한다. 휘하 가신들이 "일단 좋은 말로 회답 서신을 만들어 보내고 나서 갑자기 쳐들어가야 합니다."라고 간하자 히데요시는 "그러면 자고 있는 사람의 목을 치는 것과 뭐가 달라? 지금 솔직하게 써서 보내고, 그래서 상대방이 미리 준비하게 해준 다음에 승부를 내야지."라고 대답하며 듣지 않았다고 한다. 또한 명나라 사람으로 사쓰마국을 오가면서 약 장사를 하던 허의후(許宜後)가 일본의 사정을 상세하게 적은 기밀봉사(機密封事)를 명나라 조정에 보고하려다, 이웃에 사는 명나라 사람에게 고발당했다. 잡아들인 허의후를 좌우에서 모두 삶아 죽이자고 했지만, 히데요시는 "저 놈은 명나라 사람이야. 제 조국인 명나라를 위해 적국인 우리의 일을 알려주는 것은 당연한 일이지. 게다가 나는 남이 생각지도 않는 틈을 노리는 건 싫어. 명나라가 미리 준비하게 하면 좀 어떤가? 그리고 예로부터 제왕(帝王)은 다 초야(草野)에서 일어났어. 명나라에, 난 원래는 천한 사람이었소 하고 알리는 것도 해로운 일은 아니야." 하고서, 거꾸로 허의후를 밀고한 사람에게 "네놈도 명나라 사람이면서 같은 명나라 사람을 밀고하다니, 너야말로 추악한 놈이야!"라 욕했다. 그리고 허의후는 끝내 죄를 묻지 않았다고 한다.
인물이 경박하고 탐욕스러우며 여자를 밝혔다. 또한 매우 잔인하여 조선 침략을 했을 당시 조선 주민들을 남김없이 살해하라고 지시했으며 그래서 수급을 모았는데 이게 너무 무겁자 수급 대신 귀나 코로 베어서 모아오라는 명령을 내렸는데 그래서 일본군에게 살해당한 조선 백성들의 귀를 모아서 일본에 가져가 만든 무덤인 귀무덤이 존재하게 되었다. 또한 순간 판단력과 순발력은 타의 추종을 불허할 정도로 매우 뛰어났고 이로 인해 오다 노부나가의 총애를 받기도 했지만, 학문은 전혀 익히지 않아 문맹인 탓에 사이쇼 조타이가 히데요시에게 글을 읽어주는 역할을 전담해야만 했다. 또한 순간적으로 판단해서 즉석에서 일을 해결하는 능력은 매우 뛰어나지만 장기적 안목으로 바라보고 해결해야 하는 일이나 정책현안에서 오랜 기간동안 추구해야 되는 부분에서 매우 무능했으며 이렇게 즉석에서 일을 처리하는 것에만 능한 탓에 이 문제를 극복하려고 임진왜란을 일으켰다는 주장도 제기되고 있다.
이와는 별개로 모든 일을 적극적으로 했다. 도요토미 히데요시는 싸움을 못했지만 싸울 일이 있으면 제일 앞장서서 참전했다.
스노마타성, 이시가키 산성을 하룻밤에 완성했다는 이야기와, 가나가사키에서의 퇴각에 있어 후위부대를 맡은 일, 다카마쓰 성 수공(高松城の水攻め) 등 그의 재능을 살린 많은 이야기가 전해져오고 있고, 농민 출신에서 천하인의 자리에까지 오른 그의 생애는〈센고쿠 시대 제일의 출세가〉라는 정평이 나있다.
그는 출신이 하찮아서 당시 위세가 있던 쇼군이 될 수가 없었고 따라서 당시 실질적으로 대단한 취급을 못받던 천황가의 위세를 어느 정도 살려주고 천황이 내리는 최고의 명예직인 태정대신과 천황의 권한을 대행할 수 있는 관백에 제수받아 무사 귀족이 아닌 천황의 신하로서 일본 대부분의 주인이 되었다.
그는 사실 매우 쇼군이 되고 싶어 했다는 주장도 있다. 실제로 아시카가 요시아키를 불러서 자신을 양자로 해달라고 부탁하기도 했으나 실패하였고 임진왜란을 일으킨 이유도 쇼군이 되기 위해서였다는 주장도 있다. 과거 쇼군의 명분이 오랑캐 토벌이었기 때문이다. 실제로 조선이라도 정복에 성공했다면 천황을 이용하여 쇼군이 되었을 수도 있다.
일본어 위키백과의 도요토미 히데요시 문서에서는 사무라이들을 중시한 과거의 통설과 다른 견해도 있으나 아직도 무가관백제의 취약성에 대한 반론을 내놓지 못한 것으로 보인다. 실제로 도요토미의 정권 시스템은 본인이 억지로 유지하는 상당히 불안정한 상태에서 순식간에 멸망해버렸다. 더구나 마찬가지로 좀 어이없이 망한 오다와 비교해서도 위세가 약한 면이 있었고 심지어 쇼군이 된 도쿠가와는 도요토미와 달리 천황파의 지지가 딱히 필요가 없었기 때문에 천민식 행패만 적을 뿐이지 천황조차 억누르는 금중병공가제법도 등으로 도요토미 정권을 능가하는 모습을 보여주기도 했다.
그가 어떤 의도로 임진왜란을 일으켰든 간에, 임진왜란으로 인해 도요토미 히데요시는 무고한 조선인들을 대량 살인하는 결과를 가져왔다. 특히 개전 초반 정발, 윤흥신, 송상현이 사또로 부임해 있는 부산진, 다대포, 동래는 마을 자체가 몰살 당했다. 또한 도요토미 히데요시의 나머지 인생이 어떻든 간에 임진왜란에 대한 비판은 절대로 피할 수 없다. 이는 일본인들의 평가에서도 마찬가지이며 실제로 NHK 대하드라마 군사 간베에에서 진짜로 임진왜란이 나온다.

## 신체적 특징
모습이 원숭이를 닮아 어렸을 때 이름이 소원(小猿→작은 원숭이)이었다.
또한 그는 키가 작고 추한 얼굴이었고, 오른손의 손가락이 6개인 다지증이었다. 그의 키는 오늘날 기준으로 약 140cm 가량이며, 인류 역사상 이보다 키가 작은 국가 지도자는 멕시코의 대통령인 베니토 후아레스(137cm) 정도밖에 없다. 다지증과 관련된 유일한 기록은 선교사 루이스 프로이스의 '프로이스 일본사'(Historia de Iapam)뿐이다.

## 가족

### 처첩
- 정실 : 키타노만도코로 - 스기하라 사다토시의 딸. 네네
- 측실 : 미나미도노 - 일설로는 야마나 토요쿠니의 딸이라고 하나, 성씨가 불명. 또는 오요노카타 (아자이가 유필, 이시다 나가라쿠안의 딸)
  - 장남 : 하시바 히데카츠 (이시마츠마루)
  - 딸 : 이름 불명
- 측실 : 요도도노 - 아자이 나가마사의 딸. 챠챠
  - 차남 : 도요토미 츠루마츠
  - 3남 : 도요토미 히데요리
- 측실 : 미나미노츠보네 - 야마나 토요쿠니의 딸
- 측실 : 마츠노마루도노 - 쿄고쿠 타카요시 딸 타츠코
- 측실 : 마아히메 - 마에다 토시이에의 딸
- 측실 : 카이히메 - 나리타 우지나가의 딸
- 측실 : 산노마루도노 - 가모 우지사토의 양녀. 오다 노부나가의 딸
- 측실 : 산죠도노 - 가모 카타히데의 딸 토라
- 측실 : 히메지도노 - 오다 노부카네의 딸
- 측실 : 히로사와노츠보네 - 나고야 케이카츠의 딸
- 측실 : 게츠케이인 - 아시카가 요리즈미의 딸 시마코
- 측실 : 코우노마에 - 타카다 지로에몬의 딸 타네. 후에 다테 마사무네, 오니니와 츠나모토의 측실이 됨
- 측실 : 엔유인 - 미우라 노토노카미의 딸 오후쿠 (호센니). 우키타 히데이에의 생모

### 양자
- 하시바 히데카츠 - 오다 노부나가의 4남 오츠기마루
- 도요토미 히데카츠 - 누나 토모와 미요시 요시후사의 차남. 하시바 히데카츠라는 이름으 이음.
- 도요토미 히데츠구 - 누나 토모와 미요시 요시후사의 장남
- 이케다 테루마사 - 이케다 츠네오키의 차남
- 이케다 나가요시 - 이케다 츠네오키의 3남
- 유우키 히데야스 - 도쿠가와 이에야스의 차남
- 코바야카와 히데아키 - 키노시타 이에사다의 5남. 고다이인의 조카

### 양녀
- 고히메 - 마에다 토시이에의 딸. 우키타 히데이에의 정실
- 마아히메 - 마에다 토시이에의 딸. 도요토미 히데요시의 측실
- 키쿠히메 - 마에다 토시이에의 서녀. 요절.
- 오히메 - 오다 노부카츠의 딸. 도쿠가와 히데타다의 정실. 요절
- 치쿠린인 - 오오타니 요시츠구의 딸. 사나다 노부시게의 정실
- 다이젠인 - 도요토미 히데나가의 딸. 모리 히데모토의 정실
- 챠챠 - 아자이 나가마사의 딸. 도요토미 히데요시의 측실
- 하츠 - 아자이 나가마사의 딸. 쿄고쿠 타카츠구의 정실
- 고우 - 아자이 나가마사의 딸. 사지 카즈나리의 정실 → 도요토미 히데카츠의 정실 → 도쿠가와 히데타다의 정실
- 이토히메 - 하치스카 마사카츠의 딸. 쿠로다 나가마사의 정실
- 우키타 나오이에의 딸 - 킷카와 히로이에의 정실

### 유자
- 우키타 히데이에 - 우키타 나오이에의 적남. 양녀의 사위이자, 데릴사위이기도하다
- 토시히토 친왕 - 사네히토 친왕의 6남. 후에 하치죠노미야 창설
- 다테 히데무네 - 다테 마사무네의 서자
- 코노에 사키코 - 코노에 사키히사의 딸. 고요제이 천황의 뇨고

## 관련 작품

### 드라마

#### 한국
KBS 1TV
- 《불멸의 이순신》 (2004년 ~ 2005년, 배우 : 이효정)
- 《징비록》 (2015년, 배우 : 김규철)
- 《임진왜란 1592》 (2016년, 배우 : 김응수)

MBC
- 《임진왜란》 (1985년, 배우 : 정진)
- 《불의 여신 정이》 (2013년, 배우 : 안석환)[23]

SBS
- 《왕의 여자》 (2003년 ~ 2004년, 배우: 정승현)

#### 일본
NHK 대하드라마
- 《태합기》(1965년, 배우：오가타 켄)
- 《하늘과 땅과》(1969년, 배우：하마다 미츠오)
- 《봄의 언덕길》(1971년, 배우：나카무라 시카쿠)
- 《나라 훔친 이야기》(1973년, 배우：히노 쇼헤이)
- 《황금의 나날》(1978년, 배우：오가타 켄)
- 《여자 태합기》(1981년, 배우：니시다 토시유키)
- 《도쿠가와 이에야스》(1983년, 배우：타케다 테츠야)
- 《독안룡 마사무네》(1987년, 배우：카츠 신타로)
- 《카스가노 츠보네》(1989년, 배우：후지오카 타쿠야)
- 《노부나가 KING OF ZIPANGU》(1992년, 배우：나카무라 토오루)
- 《류큐의 바람》(1993년, 배우：나카무라 토오루)
- 《히데요시》(1996년, 배우：타케나카 나오토, 주연)
- 《토시이에와 마츠~카가 백만석 이야기~》(2002년, 배우：카가와 테루유키)
- 《공명의 갈림길》(2006년, 배우：에모토 아키라)
- 《천지인》(2009년, 배우：사사노 타카시)
- 《고우~공주들의 전국~》(2011년, 배우：키시타니 고로)
- 《군사 칸베에》(2014년, 배우：타케나카 나오토)
- 《사나다마루》(2016년, 배우：코히나타 후미요)

### 영화
- 《폭렬닌자 고에몬》 (2009년, 배우 : 오쿠다 에이지)
- 《키요스 회의》 (2013년, 배우 : 오오이즈미 요)
- 《레전드 & 버터플라이》 (2023년, 배우: 오토오 타쿠마)

### 뮤지컬

#### 한국
- 《이순신》 (2008년, 배우 : 곽은태)
- 《이순신》 (2010년, 배우 : 이승헌)

## 같이 보기
- 이문욱
- 양부하(梁敷河, 1580년 ~ 1675년) - 부산 동래군 출신의 조선인 포로로서 일본에 간 심유경(션 웨이징)이 도요토미 히데요시를 독살하는데 협력
- 아리마 온천
- 임진왜란